# عملية العزم الصلب
عملية العزم الصلب هي الاسم العسكري للتدخل العسكري الأمريكي ضد الدولة الإسلامية في العراق وسوريا (داعش) بما في ذلك الحملة في العراق و‌الحملة في سوريا. منذ 21 أغسطس 2016 كان الفيلق الثامن عشر التابع للجيش الأمريكي مسؤولا عن قوة المهام المشتركة – عملية العزم الصلب.

## التاريخ

### 2014
خلافا لشركائها في الائتلاف وعلى عكس العمليات القتالية السابقة لم يعط أي اسم في البداية للنزاع ضد داعش من قبل الحكومة الأمريكية. أدى قرار الإبقاء على النزاع إلى انتقاد إعلامي كبير.
قررت الولايات المتحدة في أكتوبر 2014 تسمية جهودها العسكرية ضد داعش بأنها «عملية العزم الصلب» وذكر البيان الصحفي للقيادة المركزية الأمريكية الذي أعلن عن الاسم:
أعلنت وزارة الدفاع في نهاية أكتوبر 2014 أن القوات التي تعمل دعما لعملية العزم الصلب بعد 15 يونيو كانت مؤهلة للحرب العالمية على الميدالية الاستكشافية للإرهاب. مناطق الخدمة هي: البحرين وقبرص ومصر وإيران والعراق وإسرائيل والأردن والكويت ولبنان وقطر والسعودية وسوريا وتركيا والإمارات العربية المتحدة فضلا عن القوات الداعمة للعملية في الخليج العربي والبحر الأحمر والبحر الأبيض المتوسط شرق خط الطول 25 درجة. تمت الموافقة على الميدالية بأثر رجعي ابتداء من 15 يونيو وفقا لما ذكر البنتاغون.
بحلول 4 ديسمبر 2014 توفي ثلاثة من موظفي الخدمة الأمريكية بسبب حوادث أو إصابات غير قتالية.

### 2015
في 22 أكتوبر 2015 قتل الرقيب الأمريكي جوشوا ل. ويلر عندما قتل مع حوالي 30 جنديا من جنود العمليات الخاصة الأمريكية ووحدة البيشمركة في سجن بالقرب من الحويجة حيث تم إنقاذ نحو 70 رهينة وتم القبض على خمسة من أعضاء داعش وعدد غير معروف قتلوا أو جرحوا. قالت الحكومة الإقليمية الكردستانية العراقية بعد الغارة أنه لم يتم العثور على أي من السجناء 15 الذين كان القصد إنقاذهم.

### 2016
اعتبارا من 9 مارس 2016 تم إطلاق ما يقرب من 11،000 غارة جوية على داعش (وأحيانا جبهة النصرة) مما أسفر عن مقتل أكثر من 27،000 مقاتل وضرب أكثر من 22،000 هدف بما في ذلك 139 دبابة و371 همفي و1،216 قطعة من البنية التحتية النفطية. نفذت القوات الأمريكية نحو 80٪ من هذه الغارات الجوية بينما أطلق 20٪ من الأعضاء الآخرين في التحالف مثل المملكة المتحدة وأستراليا. 7،268 ضربة ضربت أهدافا في العراق في حين أن 3،602 ضربة ضربت أهدافا في سوريا. في 12 يونيو 2016 أفيد بأن 120 من قادة الدولة الإسلامية ومسئوليها الكبار قد قتلوا حتى الآن هذا العام.
- حتى مارس 2016 كان أعضاء الجيش الأمريكي غير مؤهلين لميداليات الحملة وغيرها من الديكورات الخدمية نظرا للطبيعة المستمرة الغامضة لمشاركة الولايات المتحدة المستمرة في العراق. ومع ذلك في 30 مارس 2016 أعلن وزير الدفاع الأمريكي آش كارتر عن إنشاء ميدالية جديدة سميت «ميدالية العزم الصلب».

في 16 يونيو 2016 بدأت طائرات ماكدونل دوغلاس إيه في-8 بي هارير الثانية من وحدة المشاة البحرية الثالثة عشرة مغادرة السفينة يو إس إس بوكسر (LHD-4) لتوجيه ضربات جوية ضد تنظيم الدولة الإسلامية في العراق وسوريا وهي المرة الأولى التي استخدمت فيها البحرية الأمريكية الطائرات القائمة على السفن من كل من البحر الأبيض المتوسط والخليج العربي في نفس الوقت أثناء عملية العزم الصلب (بدأت طائرات من يو إس إس هاري ترومان (CVN - 75) غارات جوية على أهداف داعش من البحر الأبيض المتوسط في 3 يونيو).
حتى 27 يوليو 2016 أجرى شركاء الولايات المتحدة وشركاء التحالف أكثر من 14،000 ضربة جوية في العراق وسوريا: قرابة 11،000 من تلك الضربات كانت من الطائرات الأمريكية وكانت الغالبية العظمى من الضربات (أكثر من 9000) في العراق. من أصل 26،374 هدفا ضربوا ما يقرب من 8،000 ضد مواقع داعش القتالية في حين أن ما يقرب من 6،500 ضربت المباني وضربت كل من مناطق تنظيم الدولة الإسلامية والبنية التحتية النفطية حوالي 1600 مرة. في 15 ديسمبر 2016 قال وزير الدفاع البريطاني مايكل فالون أن «أكثر من 25،000 مقاتل من داعش قد قتلوا حتى الآن» وهو نصف تقديرات الولايات المتحدة. عندما سئل عن هذا التناقض قالت وزارة الدفاع في المملكة المتحدة أنها العدد كان وفقا لتقديره.
منذ أول ضربة جوية أمريكية على أهداف لداعش في العراق في 8 أغسطس 2014 منذ أكثر من عامين أنفق الجيش الأمريكي أكثر من 8.4 مليار دولار لمقاتلة داعش.
ذكرت هيئة الإذاعة البريطانية في عام 2017 أنه وفقا لمجلس الأبحاث الأمريكي التابع لمجلس العلاقات الخارجية في عام 2016 وحده أسقطت الولايات المتحدة 12192 قنبلة في سوريا و12955 قنبلة في العراق.

### 2017
وفقا للمرصد السوري لحقوق الإنسان قتلت الغارات الجوية للتحالف 7043 شخصا في جميع أنحاء سوريا منها 5768 قتيلا من مقاتلي داعش و304 من مقاتلي جبهة النصرة ومتمردين آخرين و90 جنديا حكوميا و881 مدنيا. وقعت الغارات الجوية في الفترة ما بين 22 سبتمبر 2014 و23 يناير 2017.
في مارس 2017 أفادت وسائل إعلام مختلفة أن القوات التقليدية من وحدة المشاة البحرية الحادية عشرة وفوج الجوالة الخامس والسبعون نشرت في سوريا لدعم القوات المدعومة من الولايات المتحدة في تحرير الرقة من احتلال داعش. يشكل الانتشار تصعيدا جديدا في الحرب الأمريكية في سوريا.
في 28 فبراير 2017 أجرى الائتلاف 3271 طلعة جوية في عام 2017 منها 1229 طلعة أسفرت عن إطلاق سراح سلاح واحد على الأقل. إجمالا أصدر الائتلاف 74040 قطعة سلاح في العراق وسوريا في نفس الفترة الزمنية في محاولة لتدمير داعش.

## الأصول
القوات الجوية الأمريكية وبحرية الولايات المتحدة وقوات مشاة بحرية الولايات المتحدة شاركوا في هذه العمليات في التدخل العسكري ضد داعش.
قوات مشاة بحرية الولايات المتحدة
- فرقة العمل البحرية البرية
- فرقة العمل البحرية البرية الغرض الخاص - الاستجابة للأزمات - القيادة المركزية

القوات البرية للولايات المتحدة
تقوم القوات الأمريكية وقوات التحالف بتدريب القوات العراقية في أربعة مواقع: الأسد في محافظة الأنبار وأربيل في الشمال والتاجي والبسمية في منطقة بغداد.
القيادة البرية لقوات التحالف - العراق
- فرقة المشاة الأولى
- فرقة القتال الثالثة، الفرقة 82 المحمولة جوا (يناير - سبتمبر 2015)
- الكتيبة الثانية، فوج المشاة 505
- فرقة القتال الثالثة للواء، قسم الجبل العاشر
- فريق القتال الأول للواء، قسم الجبل العاشر (سبتمبر 2015 - يونيو 2016)
- فرقة القتال الثانية، الوحدة 101 أيربورن (الاعتداء الجوي) (يونيو 2016 - يناير 2017)
- الكتيبة الأولى، فوج المشاة 502
- فرقة القتال الثانية، الفرقة 82 المحمولة جوا (يناير 2017 - حتى الآن)
- الكتيبة الثانية، الفوج 325 المشاة المحمولة جوا

## الخسائر
وفقا لمجلة الحروب الجوية قتل 1472 مدنيا في الحملة الجوية الأمريكية في العراق وسوريا في مارس 2017 وحده. في 17 مارس قتلت غارة جوية بقيادة الولايات المتحدة في الموصل أكثر من 200 مدني.